# (6761) Haroldconnolly
(6761) Haroldconnolly (1981 EV19) – planetoida z pasa głównego asteroid okrążająca Słońce w ciągu 5 lat i 223 dni w średniej odległości 3,15 j.a. Została odkryta 2 marca 1981 roku w Siding Spring Observatory w Australii przez Schelte Busa. Nazwa planetoidy pochodzi od Harolda Connolly'ego (ur. 1965), profesora Kingsborough Community College w Nowym Jorku, zajmującego się badaniami meteorytów.